# الغوص (مسلسل)
الغوص هو مسلسل إماراتي قديم من النوع الدرامي. مثل فيه نخبة من كبار فنانين الإمارات والكويت والذي عرض على تلفزيون أبوظبي سنة 1978. من بطولة الفنان سلطان الشاعر، خالد النفيسي، مريم الصالح، علي المفيدي. والمسلسل من إخراج حسين الصالح ومن تأليف سلطان الشاعر تم تصوير المسلسل في استديوهات تلفزيون الإمارات العربية المتحدة من أبوظبي الجزيرة الحمراء بإمارة رأس الخيمة وجزيرة السعديات بإمارة أبوظبي والمسلسل عبارة عن ملحمة الغوص وقصة كفاح الرجل الخليجي أيام الغوص والجميل في المسلسل أن الفنانين خالد النفيسي وعلي المفيدي ارتدوا الزي الإماراتي والعصامة الإماراتية والفنانة مريم الصالح تحدثت باللهجة الإماراتية وأجادتها.

## قصة المسلسل
قام خالد النفيسي بدور النوخذة في العمل و سلطان الشاعر قام بدور إنسان فقير مريض عليه دين يجب أن يؤديه للنوخذة أو أن يذهب للغوص وقام ظاعن جمعة بدور ابن النوخذه الذي يحب فتاة ويحاول قتل حمد ابن الرجل الفقير كي يتزوج من ابنة عمه بتدبير من علي المفيدي الذي قام بدور صديق ابن النوخذه.

## تمثيل
- سلطان الشاعر (رجل فقير)
- خالد النفيسي (النوخذه)
- مريم الصالح
- علي المفيدي (صديق ابن النوخذه)
- ضاعن جمعة (ابن النوخذه)
- حسين إبراهيم (الطواش)
- محمد الجناحي (نوخذة)
- عواطف محمد
- سعيد بن عفصان
- أحمد منقوش